# Sarayköy
Sarayköy es un pueblo y distrito de aproximadamente 470 km², en la provincia de Denizli, Turquía. 
Se encuentra a 20 km al oeste de la ciudad de Denizli, en una planicie entre las montañas abastecida por el río Büyük Menderes. Cuenta con una población de 38,000 habitantes (2000) de los cuales 17,504 viven en el pueblo de Sarayköy, y el resto en los pueblos que lo rodean.
Sarayköy se encuentra a una gran altura al interior desde el Mar Mediterráneo por lo que tiene calurosos y secos veranos, e inviernos muy fríos. Como las montañas de la zona no cuentan con gran número de árboles, hay proyectos de silvicultura en marcha. 

## Historia
El pueblo fue anteriormente una aldea llamada Sarıbey, después de que el señor turcomano asentó a su pueblo ahí en el siglo XIV.
Sarayköy fue un punto importante para la resistencia turca durante la guerra de independencia turca. El puente que atraviesa el río Menderes fue defendido por jinetes que evitaron que tropas griegas ocuparan la ciudad de Denizli. Existe una estatua en el pueblo de un combatiente vestido con ropa típica, que conmemora este acontecimiento.